# Guerre d'El Basous
 (novembre 2015).
Si vous disposez d'ouvrages ou d'articles de référence ou si vous connaissez des sites web de qualité traitant du thème abordé ici, merci de compléter l'article en donnant les références utiles à sa vérifiabilité et en les liant à la section « Notes et références ».
La guerre d'El Basous, ou Basûs, dure de 494 à 534 environ. Elle oppose deux tribus d'Arabie : les Bakr et les Taghlib.

## Histoire
Le différend naît quand la chamelle d'El Basous, une femme de la tribu des Tamim, rompt ses entraves pour aller rejoindre les chameaux de Koulaïb Wa'il, un seigneur Banu Taghlib. Koulaïb chasse la chamelle, mais une de ses flèches transperce un des pis de l'animal.
El Basous demande de l'aide ; son neveu Jassas, de la tribu des Banu Bakr, et celui qui l'accompagne, 'Amr Bin El Harith, vont voir Koulaïb pour demander des explications, et le tuent. C'est ainsi le début d'une quarantaine d'années de conflit dû à une vendetta perpétuelle.
Le roi d'Al-Hira, el Moundhir ibn Ma’ as-Sama' (mort en 554) était soucieux d’établir la concorde entre frères ennemis pour mieux exploiter leur alliance contre les Ghassanides.
Afin de prévenir tout reprise des combats, il prit en otages, dans chaque tribu, une centaine de jeunes gens. Mais la paix était précaire. Son fils Amr poursuivit cette politique et tenta de réconcilier les Bakr et les Taghlib en prenant lui aussi des otages, par le pacte de Dhou l’Majaz, près de la Mecque.
Or, il avait un jour envoyé du côté des monts du Nejd un groupe constitué de membres des deux tribus.
Au cours de l’expédition, les Bakr empêchèrent les Taghlib de s’abreuver à un point d’eau et les refoulèrent dans des contrées désertiques où ils s’égarèrent et moururent de soif.
Furieux, les Taghlib crièrent vengeance, réclamant le prix du sang. Inflexibles, les Bakr refusèrent de les entendre, et préférèrent porter le différend devant le roi 'Amr ibn Hind.
Le champions Taghlib, ʿAmr ibn Kult̠hūm, déclama avec une morgue et une insolence telles que ses propos furent un véritable défi au roi.
Par contre, El Harith eut, lui, la sagesse de modérer le ton de sa plaidoirie et l’habileté de rappeler les relations, parfois difficiles, entre certains Taghlib et les souverains de Hira.
Amr ben Hind trancha en faveur d’El Harith et des Bakr, ce qui provoqua la colère d’Amr ben Koulthoum et des siens qui repartirent la rage au cœur.
Celui-ci fut plus tard tué par ʿAmr ibn Kult̠hūm, le chef des Taghlib à la suite d'une humiliation envers sa mère.

## Source
- Les Mu'allaqât, Les Sept poèmes pré-islamiques, préfacés par André Miquel, traduits et commentés par Pierre Larcher, Éditions Les immémoriaux / Fata Morgana (2000).